# 三浦市立名向小学校
三浦市立名向小学校（みうらしりつ なこうしょうがっこう）とは、神奈川県三浦市三崎町諸磯にある市立小学校。

## 沿革
- 1967年（昭和42年）4月1日 - 開校[1]。
- 2012年（平成24年）6月 - 東大臨海実験所と連携の開始[2]。

## 学校教育目標
「かしこく やさしく たくましく」

## 通学区域
通学区域は以下の通りである。
- 三崎町諸磯
- 三崎町小網代
- 三崎町六合（303−1～326−7）

## 進学先中学校
出典
- 三浦市立三崎中学校

## 周辺施設
- 東京大学大学院理学系研究科附属臨海実験所
- 京急油壺マリンパーク

## 交通
- 京浜急行バス
  - 名向小学校前バス停よりすぐ
  - 油壺入口バス停より６分